# Śpiąca królewna (film 2008)
Śpiąca królewna (niem. Dornröschen) – niemiecki film familijny z 2008 roku, należący do cyklu filmów telewizyjnych Märchenperlen (Bajkowe Perły).  Film jest adaptacją baśni Śpiąca królewna w wersji braci Grimm.

## Obsada
- Moritz Schulze - Książę Fryderyk
- Anna Hausburg - Róża / Śpiąca Królewna
- Dirk Bach - Król Artur
- Christine Urspruch - Królowa Ute
- Bettina Kupfer - Królowa Margarete
- Gustav-Peter Wöhler - Markquart, sekretarz Margarety